# Jay Laga'aia
Jay Lavea Laga'aia (Auckland; 10 de septiembre de 1963) es un exitoso y reconocido actor y cantante neozelandés, más conocido por haber interpretado al capitán Gregar Typho en las películas de Star Wars, a Tommy Tavita en Water Rats y a Elijah Johnson en Home and Away.

## Biografía
Jay creció al sur de Auckland (Nueva Zelanda) y es de ascendencia samoana. Tiene ocho hermanos; uno de sus hermanos menores, Frank Laga'aia, fue miembro de la banda ganadora del premio ARIA, "Ilanda". Jay toca la guitarra y el saxofón, entre otros instrumentos, es fan del rugby y su equipo favorito son los All Blacks.
En 1989 le propuso matrimonio a su novia, Sandie Jane Laga'aia, una maestra de secundaria en Londres y el 16 de agosto de 1990 se casaron. Tienen seis hijos, 4 niños: Jeremy, Matthew, Iosefa & Nathaniel "Tana" y 2 niñas: Jessica & Georgia Rose. Su hijo mayor, Jeremy, es fruto de una relación anterior.
Es buen amigo del actor Temuera Morrison, con quien compartió créditos en las películas de Star Wars II y III. Temuera fue el padrino de su boda.

## Carrera
Jay es uno de los actores de alto perfil de Nueva Zelanda y Australia, que ha tenido un gran éxito internacional y ha aparecido por más de 20 años en varias exitosas series de televisión, películas, radio y obras de teatro. Entre algunas de sus participaciones en teatro se encuentran The Lion King, The New Rocky Horror Show, Jesus Christ Superstar y Ladies Night. 
Su primer papel en la televisión lo obtuvo en 1984 en la serie Heroes, junto a Michael Hurst, donde interpretó a Ron hasta 1986. En 1988 apareció en las películas Never Say Die junto a Temuera Morrison y en The Navigator: A Mediaeval Odyssey, donde dio vida a Mana. 
De 1992 a 1998 apareció como invitado en las series Soldier Soldier, High Tide, Mysterious Island y Tales of the South Seas en el episodio "Paradise Regained". Ha sido el anfitrión de series como Surprise Surprise, Starstruk y del programa infantil Play School, desde el 2003.
En 1998 participó en la película The Violent Earth, donde interpretó a Jean-Christian. En 1995 y 2000, apareció en la serie Xena: la princesa guerrera, donde dio vida al primer villano de la serie, Draco. También apareció en la película de aventura y drama Green Sails. En 1996 obtuvo el papel del Senior Constable Thomas "Tommy" Tavita, el cual interpretó hasta 2001.
Desde 2000 es uno de los presentadores regulares del programa infantil de la ABC, Play School.
De 2000 a 2003 interpretó al ambicioso abogado David Silesi, en la serie Street Legal, junto a los actores Charles Mesure, Tandi Wright y Dwayne Cameron; el personaje fue creado específicamente para él. En 2002 y 2005 interpretó al Capitán Typho en la película de George Lucas, "Star Wars: Episode II - Attack of the Clones" y "Star Wars: Episode III - Revenge of the Sith".  
De 2005 a 2007 apareció en las exitosas series australianas All Saints y Mcleod's Daughters; y apareció en la película Solo, donde interpretó a Vincent. 
En 2002 participó en el programa Celebrity Big Brother Australia, donde quedó en segundo lugar.
En 2008 fue el narrador de la serie Larry the Lawnmower; interpretó a Nick Pickering, un personaje recurrente en la serie Bed of Roses: y apareció en un episodio de The Strip. Ese mismo año apareció en las películas Crooked Business junto a Firass Dirani, Zombies! Zombies! Zombies! y tuvo una aparición en La isla de Nim. El 24 de diciembre de 2008, actuó en Carols by Candlelight.

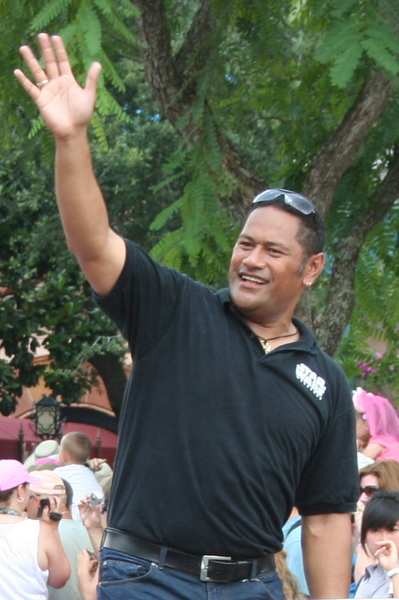
Jay en junio de 2009 en Florida.

En 2009 interpretó a Bo en la película Lightswitch.
En 2008 y 2009 apareció en la serie Legend of the Seeker como Chase. Narró la serie infantil Larry the Lawnmower.
En 2010 apareció en las películas Ga'Hoole: la leyenda de los guardianes y Daybreakers. Ese mismo año apareció como personaje recurrente en la aclamada serie australiana Home and Away, donde interpretó al nuevo reverendo de la bahía, Elijah Johnson, que comenzó una relación con Leah Baker. Sin embargo, más tarde, Elijah se fue de la bahía para seguir su trabajo como misionero dejando a su nueva prometida devastada. 
En 2011, Jay regresó a la serie y desde entonces aparece en el programa. En febrero de 2012 se anunció que Jay dejaría la serie en abril del mismo año y su última aparición fue el 11 de abril después de que su personaje decidiera irse para tener un nuevo comienzo.
Jay fue el anfitrión de la gran convención de Star Wars - Celebration III, un evento de cuatro días celebrado en abril del 2005 en Indianápolis.
- Música

El 9 de octubre de 2007, lanzó un álbum para niños llamado "Come Sing and Dance. 
También grabó canciones para la obra Jesus Christ Superstar.

## Filmografía
Series de televisión
| Año               | Título                     | Personaje                  | Notas                          |
| ----------------- | -------------------------- | -------------------------- | ------------------------------ |
| 2010, 2011 - 2012 | Home and Away              | Elijah Johnson             | 520 episodios                  |
| 2008 - 2011       | Bed of Roses               | Nick Pickering             | 24 episodios                   |
| 2008 - 2009       | Legend of the Seeker       | Dell "Chase" Brandstone    | 4 episodios                    |
| 2007              | Mcleod's Daughters         | Gabriel                    | Episodio "A Spark from Heaven" |
| 2005 - 2006       | All Saints                 | Michael Stevenson          | 2 episodios                    |
| 2000 - 2003       | Street Legal               | David Silesi               | 52 episodios                   |
| 1996 - 2001       | Water Rats                 | Oficial Mayor Tommy Tavita | 149 episodios                  |
| 1995 - 2000       | Xena: la princesa guerrera | Draco                      | 3 episodios                    |
| 1995              | Mysterious Island          | Tenape                     | 3 episodios                    |
| 1994              | High Tide                  | Buck Walton                | Episodio "Hot Rocks"           |
| 1993              | Soldier, Soldier           | Sargento Bob Gilligan      | 2 episodios                    |
| 1984 - 1986       | Heroes                     | Ron Ualesi                 | 14 episodios                   |

Películas
| Año  | Título                                       | Personaje              | Notas                                                                    |
| ---- | -------------------------------------------- | ---------------------- | ------------------------------------------------------------------------ |
| 2014 | The Half Dead                                | Doctor Keller          | Junto a Tasma Walton, Steve Bastoni, Peter Phelps & Denise Roberts       |
| 2012 | The Unbroken                                 | Morgan Stevens         | Junto a Warwick Davis & Daniel Baldwin                                   |
| 2010 | Ga'Hoole: la leyenda de los guardianes       | Voz de Twilight        | Junto a Hugh Jackman, Hugo Weaving, David Wenham & Helen Mirren          |
| 2009 | Daybreakers                                  | Senador Turner         | Junto a Ethan Hawke, Willem Dafoe & Sam Neill                            |
| 2008 | La isla de Nim                               | Piloto del helicóptero | Junto a Jodie Foster                                                     |
| 2005 | Star Wars: Episode III - Revenge of the Sith | Capitán Gregar Typho   | Junto a Hayden Christensen, Ewan McGregor & Natalie Portman              |
| 2002 | Star Wars: Episode II - Attack of the Clones | Capitán Gregar Typho   | Junto a Hayden Christensen, Natalie Portman & Ewan McGregor              |
| 1992 | The Other Side of Paradise                   | Mana                   | Junto a Terence Bayler, Hywel Bennett, Josephine Byrnes & Garry McDonald |

Narrador y presentador
| Año           | Programa                        | Notas       |
| ------------- | ------------------------------- | ----------- |
| 2000-presente | Play School                     | Presentador |
| 2009          | Larry the Lawnmower             | Narrador    |
| 2009          | Makazie One                     | Narrador    |
| 2002          | Celebrity Big Brother Australia | Concursante |
| 2001          | TV 2 Big Time                   | Coanfitrión |
| 2000 - 2001   | Surprise Surprise               | Presentador |
| 2000          | Starstruck                      | Presentador |
| 1999          | Robot Wars                      | Presentador |

Teatro
| Año         | Obra                                     | Personaje         | Director         | Teatro                       | Notas                    |
| ----------- | ---------------------------------------- | ----------------- | ---------------- | ---------------------------- | ------------------------ |
| 2008        | Come Dance and Sing with Jay and Friends | Jay               | Jay Laga'aia     | -                            | -                        |
| 2007        | Jay's Place                              | Jay               | Jay Laga'aia     | Sydney Theatre               | Junto a Peter Morgan     |
| 2007        | Western Australia Symphony Orchestra     | -                 | -                | -                            | -                        |
| 2003 - 2005 | The Lion King: Musical                   | Mufasa            | Julie Taymor     | Disney Theatrical            | Junto a Tyson Eketone    |
| 1998        | The New Rocky Horror Picture Show        | Eddie & Dr. Scott | -                | -                            | -                        |
| 1995        | Ma Rainey's                              | Levee             | -                | Black Bottom Pacific Theatre | -                        |
| 1994        | Jesus Christ Superstar                   | Judas & Simon     | Richard Wherrett | Australian Tour              | Junto a Darryl Lovegrove |
| 1993        | Ladies Night                             | Wesley            | Gary Down        | Australian Tour              | -                        |
| 1993        | Threepenny Opera                         | Macheath          | -                | Inside Out Theatre           | -                        |
| 1993        | Westside Story                           | Chino             | -                | -                            | -                        |
| 1988 - 1990 | Woza Albert                              | -                 | -                | Mercury Theatre              | -                        |
| 1988        | The Island                               | Athol Fugard      | -                | Mercury Theatre              | -                        |
| 1985        | The Rink                                 | Varios personajes | -                | Mercury Theatre              | -                        |
| 1984        | Sweet Charity                            | Varios personajes | -                | Mercury Theatre              | -                        |
| 1984        | Pirates of Penzance                      | Pirata            | -                | Mercury Theatre              | -                        |

## Premios y nominaciones
| Año  | Categoría                    | Premio                       | Serie        | Resultado |
| ---- | ---------------------------- | ---------------------------- | ------------ | --------- |
| 2007 | Best Production for Children | Sydney Theatre Award         | -            | Ganador   |
| 2003 | Bestr Actor                  | NZ TV Guide Awards           | Street Legal | Ganador   |
| 2002 | Best Actor                   | New Zealand Television Award | Street Legal | Nominado  |